# Mouskattack
Mouskattack est un jeu vidéo de  labyrinthe développé par John Harris et Ken Williams et publié par On-Line Systems en 1982 sur Apple II avant d’être porté sur Atari 8-bit puis IBM PC. Le joueur incarne un plombier qui intervient dans les égouts afin de réparer un réseau de tuyauterie endommagé par les rats. Les égouts forment un labyrinthe que le joueur doit garnir avec les pièces adaptées, tout en évitant les rats. Pour l’aider, il est accompagné de deux chats qu’il peut placer n’importe où afin de tenir à distance les rats ordinaires. Il dispose également de quelques pièges à rat qui lui permettent de capturer les rongeurs avant de les achever à coup de tuyau. S’il tue trop de rongeurs, il provoque par contre l’apparition de super rats capables de manger un chat, un piège ou une pièce de tuyauterie en quelques secondes. Le joueur contrôle le plombier à l’aide du joystick ou du clavier. Ce dernier pose automatiquement des tuyaux dans les parties des égouts qu’il visite. Ces tuyaux peuvent parfois être défectueux et doivent alors être remplacés. Le joueur doit en plus poser des joints dans les parties courbes et les intersections des égouts, en appuyant respectivement sur les touches J et T,. 